# 마르코프 행렬
마르코프 행렬(또는 마르코프 매트릭스, Markov matrix)은 안드레이 마르코프에 의해 알려진 이 행렬은 확률론적 방법으로 전개되므로 확률 행렬(Stochastic matrix)로도 잘 알려져 있다. 마르코프 연쇄에서 확률 과정으로 표현된다.

## 응용
마르코프 행렬은 1906년에 처음으로 이를 발표한 러시아 수학자이자 교수인 안드레이 마르코프에 의해 마르코프 연쇄와 함께 개발되었다. 그의 초기 의도된 사용은 언어학적 분석과 다른 수학 과목에 사용이었다. 카드 섞기와 비슷하지만 마르코프 체인과 매트릭스는 다른 분야에서 빠르게 이용되었다.
이후 확률 행렬로 알려진 마르코프 행렬은 안드레이 콜모고로프와 같은 학자에 의해 더 발전되었으며, 안드레이 콜모고로프는 연속 마르코프 확률 과정을 허용함으로써 가능성을 넓혔다. 1950년대에는 이러한 확률론적인 행렬인 확률 행렬(stochastic matrices)이 본래의 수학적 영역 밖에서 사용되기 시작했고, 계량 경제학, 회로 이론 등의 분야에서 응용 영역이 출현했다. 1960년대에 확률 행렬의 응용은 행동 과학에서 지질학, 주거 계획에 이르기까지 훨씬 더 다양한 과학 연구에까지 나타났다. 또한, 확률 행렬과 마르코프 확률 과정의 사용 범위와 기능성을보다 일반적으로 개선하기 위해 많은 수학적 연구가 수십 년 동안 수행되었다.
1970년대부터 현재까지, 확률 행렬은 구조 과학에서부터 의료 진단, 인사 관리에 이르기까지 공식적인 분석이 필요한 거의 모든 분야에서 사용되어왔다. 또한, 이러한 확률 행렬은 마르코프 행렬이라는 용어로 토지 변화 모델링에서 아직까지 사용되기도 한다.

## 예

상승,하락,침체 마켓의 마르코프 체인

|  | {\displaystyle P={\begin{bmatrix}0.9&0.075&0.025\\0.15&0.8&0.05\\0.25&0.25&0.5\end{bmatrix}}} {\displaystyle {\begin{aligned}x^{(n+3)}&=x^{(n+2)}P=\left(x^{(n+1)}P\right)P\\\\&=x^{(n+1)}P^{2}=\left(x^{(n)}P\right)P^{2}\\&=x^{(n)}P^{3}\\\end{aligned}}} {\displaystyle {\begin{aligned}x^{(n+3)}&={\begin{bmatrix}0&1&0\end{bmatrix}}{\begin{bmatrix}0.9&0.075&0.025\\0.15&0.8&0.05\\0.25&0.25&0.5\end{bmatrix}}^{3}\\&={\begin{bmatrix}0&1&0\end{bmatrix}}{\begin{bmatrix}0.7745&0.17875&0.04675\\0.3575&0.56825&0.07425\\0.4675&0.37125&0.16125\\\end{bmatrix}}\\&={\begin{bmatrix}0.3575&0.56825&0.07425\end{bmatrix}}\end{aligned}}} |

{\displaystyle P={\begin{bmatrix}0.9&0.075&0.025\\0.15&0.8&0.05\\0.25&0.25&0.5\end{bmatrix}}}에서
{\displaystyle \lim _{N\to \infty }\,P^{N}={\begin{bmatrix}0.625&0.3125&0.0625\\0.625&0.3125&0.0625\\0.625&0.3125&0.0625\\\end{bmatrix}}}

## 같이 보기
- 이중확률 행렬(Doubly stochastic matrix)
- 싱크혼 일반형식(Sinkhorn normal form)
- 유니터리 행렬
- 가우스-마르코프 정리(Gauss–Markov theorem)
- 싱크혼 정리(Sinkhorn's theorem)
- 랜덤 행렬

## 참고 자료
- 코넬 대학교도서관 - Sinkhorn normal form for unitary matrices,Martin Idel, Michael M. Wolf (Submitted on 25 Aug 2014 (v1), last revised 4 Sep 2015 (this version, v3))
- 옥스퍼드 대학교 - InformationEngineering
- Markov Chains and Stochastic Stability , S.P. Meyn & R.L.Tweedie , Springer-Verlag 1993 this version compiled Sep.2005
- webarchive - Markov matrix